# Norodom Ranariddh

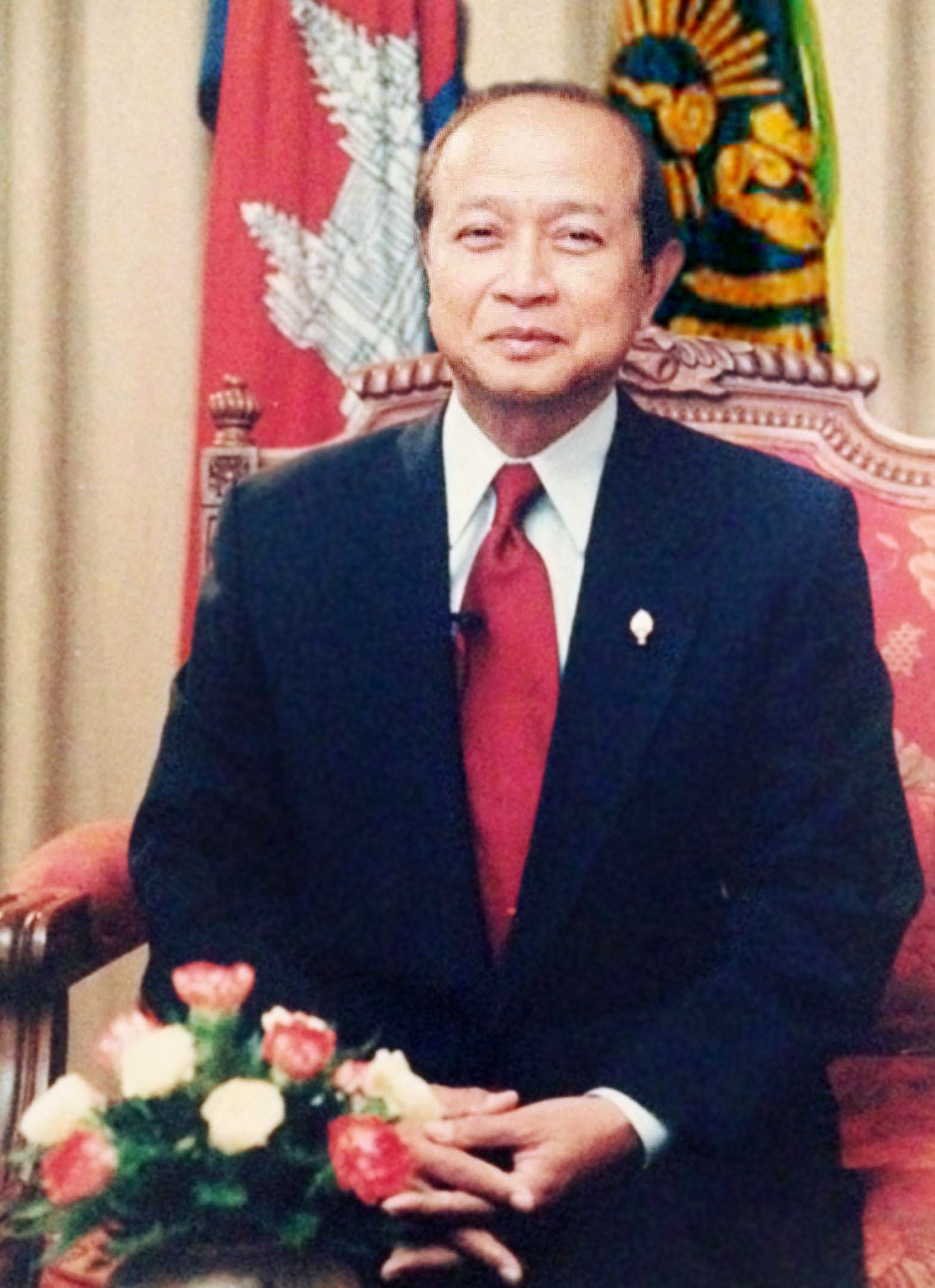
Prins Norodom Ranariddh, ca. 2006

Prins Norodom Ranariddh (Khmer: នរោត្តម រណឫទ្ធិ) (Phnom Penh, 2 januari 1944 – Parijs, 28 november 2021) was een Cambodjaans politicus. Hij is de zoon van wijlen koning Norodom Sihanouk (1922-2012) en halfbroer van de huidige koning Norodom Sihamoni (*1953). Prins Norodom Ranariddh was van 2 juli 1993 tot 6 juli 1997 co-premier van Cambodja.

## Biografie
Prins Norodom Ranariddh werd in 1944 in Phnom Penh geboren als tweede zoon van koning Norodom Sihanouk en zijn eerste vrouw, Phap Kanhol, een lid van het koninklijk ballet. Met zijn vader heeft hij altijd een moeizame relatie onderhouden. Hij studeerde publiekrecht aan de Université de Provence Aix-Marseille III en verwierf in 1968 een baccalaureaat-diploma en in 1969 een master-diploma. Vanaf 1969 was hij hoogleraar rechts- en sociale wetenschappen aan de Universiteit van Phnom Penh. Daarnaast werkte hij voor het ministerie van Binnelandse Zaken. Na de staatsgreep van maart 1970 waarbij de monarchie werd afgeschaft, verloor Ranariddh zowel zijn professoraat als zijn positie op het ministerie van Binnenlandse Zaken. In 1971 zat hij met andere leden van het koninklijk huis korte tijd gevangen. In 1973 ging hij weer naar Frankrijk waar hij in 1974 een doctorstitel verwierf. In 1979 behaalde hij ook een academisch diploma in de Luchtvaarttransport.

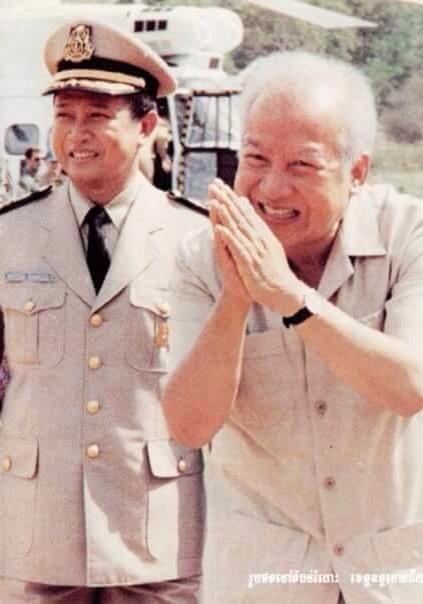
Prins Norodom Ranariddh (in uniform) in zijn functie als opperbevelhebber van het ANS, naast zijn vader, prins Norodom Sihanouk.

In Frankrijk was Ranariddh als onderzoeker verbonden aan het Centre national de la recherche scientifique (CNRS) Van 1979 tot 1983 was hij hoogleraar rechtswetenschappen aan de Université d'Aix-Marseille (Universiteit van Provence). In juni 1983 vestigde hij zich als vertegenwoordiger van de FUNCINPEC, de tegenregering van zijn vader Sihanouk, in Bangkok, Thailand.  Hij had echter de nodige bezwaren in de samenwerking tussen FUNCINPEC en de Rode Khmer. In 1985 werd hij inspecteur-generaal van het Armée nationale sihanoukiste (ANS), het royalistische leger. In 1986 werd hij opperbevelhebber van het ANS. In 1990 werd hij opperbevelhebber van de opvolger van het ANS, het nationale onafhankelijkheidsleger van Kampuchea. In hetzelfde jaar werd hij lid van opperste nationale raad, een soort interim-regering. In 1991 werd hij gekozen tot voorzitter van FUNCINPEC. Namens de royalistische en nationalistische oppositie tekende hij in 1991 het vredesakkoord van Parijs dat een einde maakte aan de Vietnamees-Cambodjaanse oorlog en de weg vrijmaakt voor een onafhankelijke Cambodjaanse staat.

### Premier
In 1992 werd Norodom Ranariddh lid van de interim-regering UNTAC (United Nations Transitional Authority in Cambodia) en vestigde zich in Phnom Penh. Bij de algemene verkiezingen van 1993 was Ranariddh partijaanvoerder van de FUNCINPEC, dat was omgevormd van een bevrijdingsbeweging in een politieke partij. De verkiezingen werden gewonnen door de voormalige communistische partij die de naam Cambodjaanse Volkspartij (PPC) had aangenomen. De Volkspartij had echter geen meerderheid en er werd een regering gevormd bestaande uit de PPC en de FRUNCINPEC met Ranariddh en Hun Sen, de leider van de Volkspartij, beiden als premier (1993). In 1993 werd Norodom Ranariddh bevorderd tot veldmaarschalk.

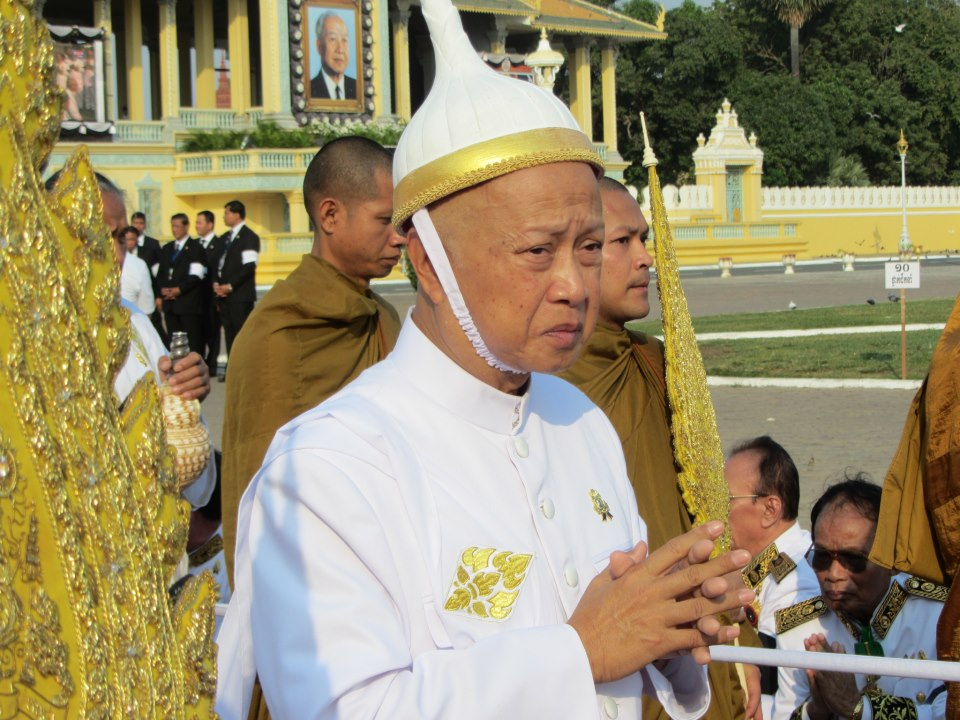
Norodom Ranariddh bij de uitvaartplechtigheid van zijn vader, koning Norodom Sihanouk

De regering van Cambodjaanse Volkspartij en de FUNCINPEC kampte van het begin af aan met interne spanningen. Ranariddh vertrouwde de voormalige communisten onder Hun Sen niet, en Hun Sen was zich bewust dat bij volgende verkiezingen FUNCINPEC weleens de grootste partij kon gaan worden. In juli 1997 braken er gevechten uit tussen de milities van de beide partijen. Inmiddels brak Ung Phan, de nummer twee van FUNCINPEC met Ranariddh en koos in het conflict de zijde van de Volkspartij van Hun Sen. Met steun van de parlementariërs van de Volkspartij en het deel van FUNCINPEC dat de zijde van Ung Phan had gekozen, werd de laatste gekozen tot co-premier en werd Ranariddh voorlopig op een zijspoor gezet en ging in zelfverkozen ballingschap. In aanloop naar de verkiezingen van 1998 keerde hij echter naar Cambodja terug. Bij de verkiezingen van 1998 werd de Volkspartij de grootste partij en werd Hun Sen de enige premier van het land. De coalitie met FUNCINPEC werd voortgezet en Ranariddh werd voorzitter van de Nationale Vergadering.
Het aftreden van zijn vader als koning in 2004 maakte in principe de weg vrij voor Norodom Ranariddh om hem op te volgen, maar hij zag hier van af en zijn jongere halfbroer, Norodom Sihamoni, werd koning.
In 2006 vertrok Norodom Ranariddh zowel als voorzitter van de Nationale Vergadering als lid van de FUNCINPEC. Hij richtte een nieuwe partij op, de Norodom Ranariddh Partij. Als gevolg hiervan werd hij uit de Nationale Vergadering gezet. In de daaropvolgende jaren verbleef hij veel in Frankrijk. In 2014 keerde hij naar Cambodja terug, ontbond de Norodom Ranariddh Partij en verving deze door de Gemeenschap van de Royalistische Volkspartij, primair een monarchistische partij. In januari 2015 keerde hij echter terug bij FUNCINPEC waarna er een einde kwam aan de Royalistische Volkspartij.

## Persoonlijk
Prins Norodom Ranariddh was van 1968 tot 2010 getrouwd met Marie Eng bij wie hij drie kinderen heeft. In 2010 trouwde hij voor de tweede keer, ditmaal met Ouk Phalla, die in 2018 overleed. Bij haar kreeg hij nog eens twee kinderen.
Ranariddh overleed op 77-jarige leeftijd.